# Сергеєвич Василь Іванович
Василь Іванович Сергеєвич (1832 — 1910) — історик староруського права, професор Московського (з 1868) і Петербурзького (з 1872) університетів, член Державної ради Росії з 1906.  Автор праць, важливих для української історії: «Вече и князь» (1867), «Русская Правда», «Лекции и исследования по древней истории русского права» (1883), «Русские юридические древности» (в 3 тт.; 1890 — 1903) та ін. Цікавий аналіз С. правно-держ. взаємин між Україною і Росією по 1654, що їх він характеризує як персональну унію двох держав.